# Phytoliriomyza lycopersicae
Phytoliriomyza lycopersicae este o specie de muște din genul Phytoliriomyza, familia Agromyzidae, descrisă de Pla și De la Cruz în anul 1981.
Este endemică în Cuba. Conform Catalogue of Life specia Phytoliriomyza lycopersicae nu are subspecii cunoscute.